# 曼哈頓購物中心
曼哈頓購物中心（英語：Manhattan Mall）曼哈頓購物中心是位於紐約市曼哈頓中城第33街和第六大道的室內購物中心。紐約地鐵34街-先驅廣場站和紐新港務局過哈德遜河捷運33街站的入口位於地下二樓。
該購物中心取代了1910年至1986年間運營的金貝爾斯百貨連鎖店的前旗艦店。它於1989年作為名為A&S廣場的購物中心開業，並於1995年更名為曼哈頓購物中心。斯特恩百貨公司從1995年起佔據了主力店空間至2001 年。上層樓層在2000年代被改建為辦公空間，商場主要集中在地下一層、二樓和兩層。傑西潘尼於2007年至2020年期間經營這家大型主力店。
隨著2020年紐約市2019冠状病毒病大流行的爆發，大部分剩餘商店都離開了，該地點變成了一座死氣沉沉的購物中心。截至2022年中期，購物中心區域的主要功能是作為西33街100號辦公室的擴展大廳，讓辦公室租戶可以從第六大道和地鐵站直接進入。亮視點是購物中心內僅存的唯一零售店。

## 圖集

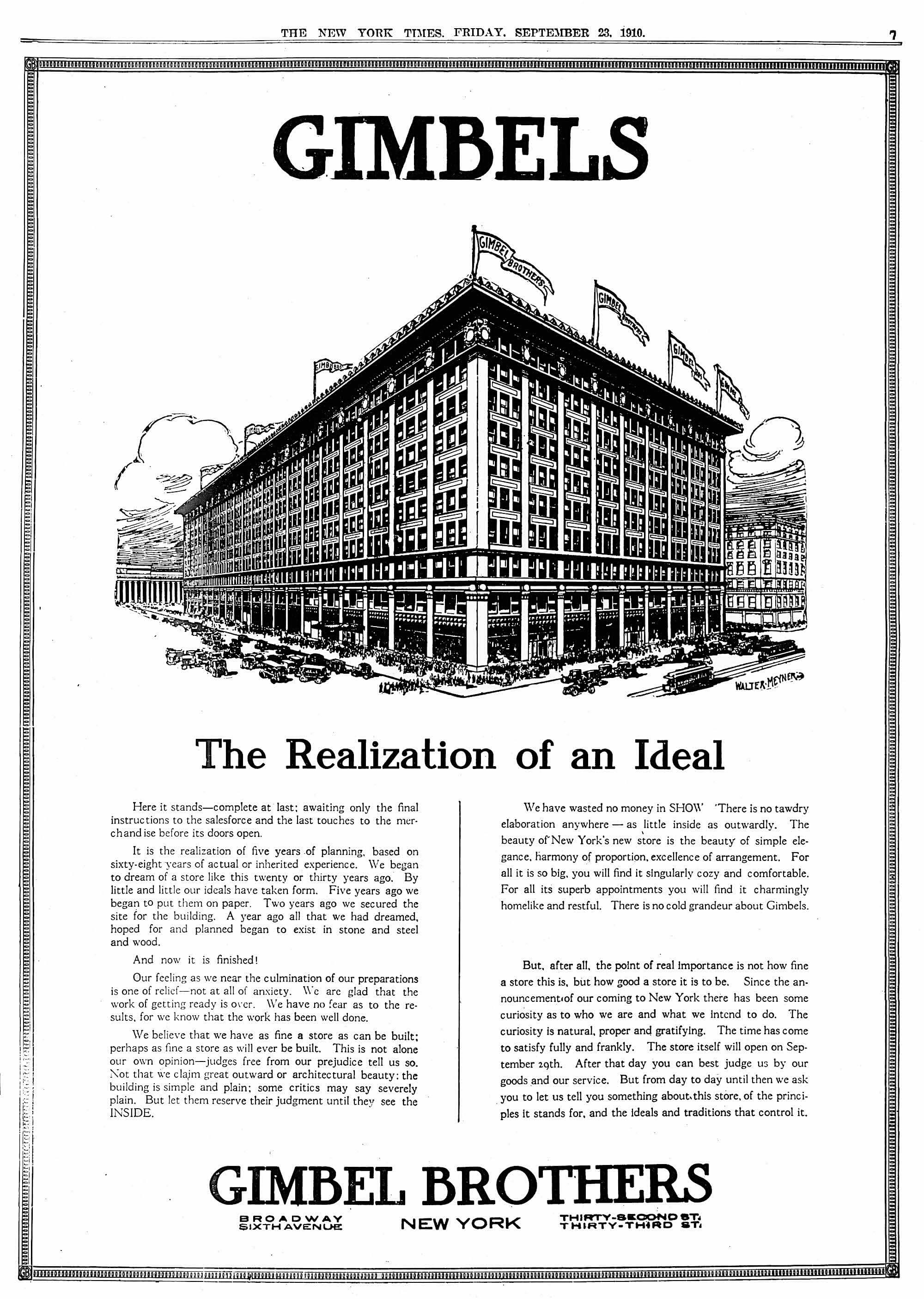
慶祝金貝爾旗艦店盛大開幕的廣告，1910年
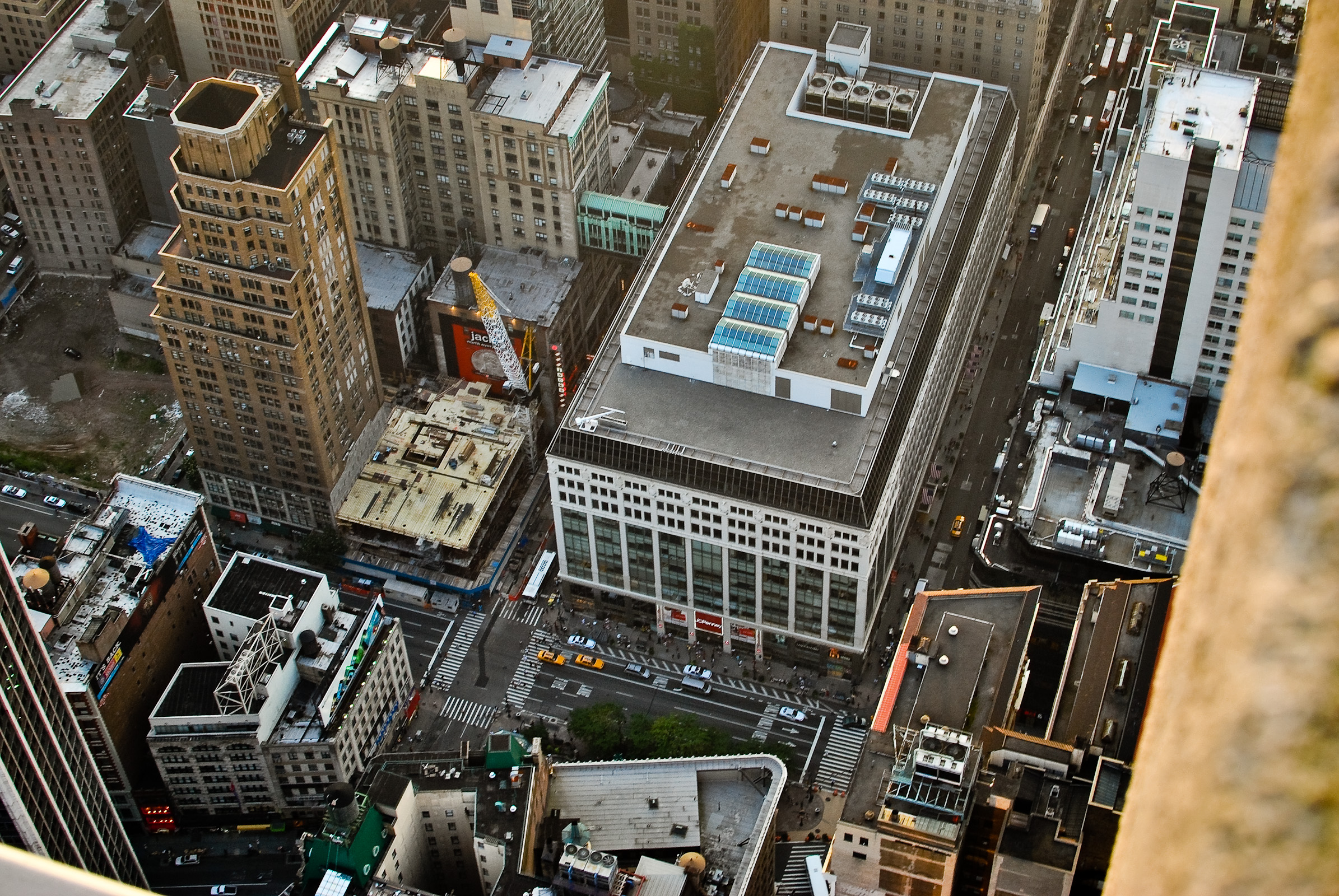
從帝國大廈看曼哈頓購物中心
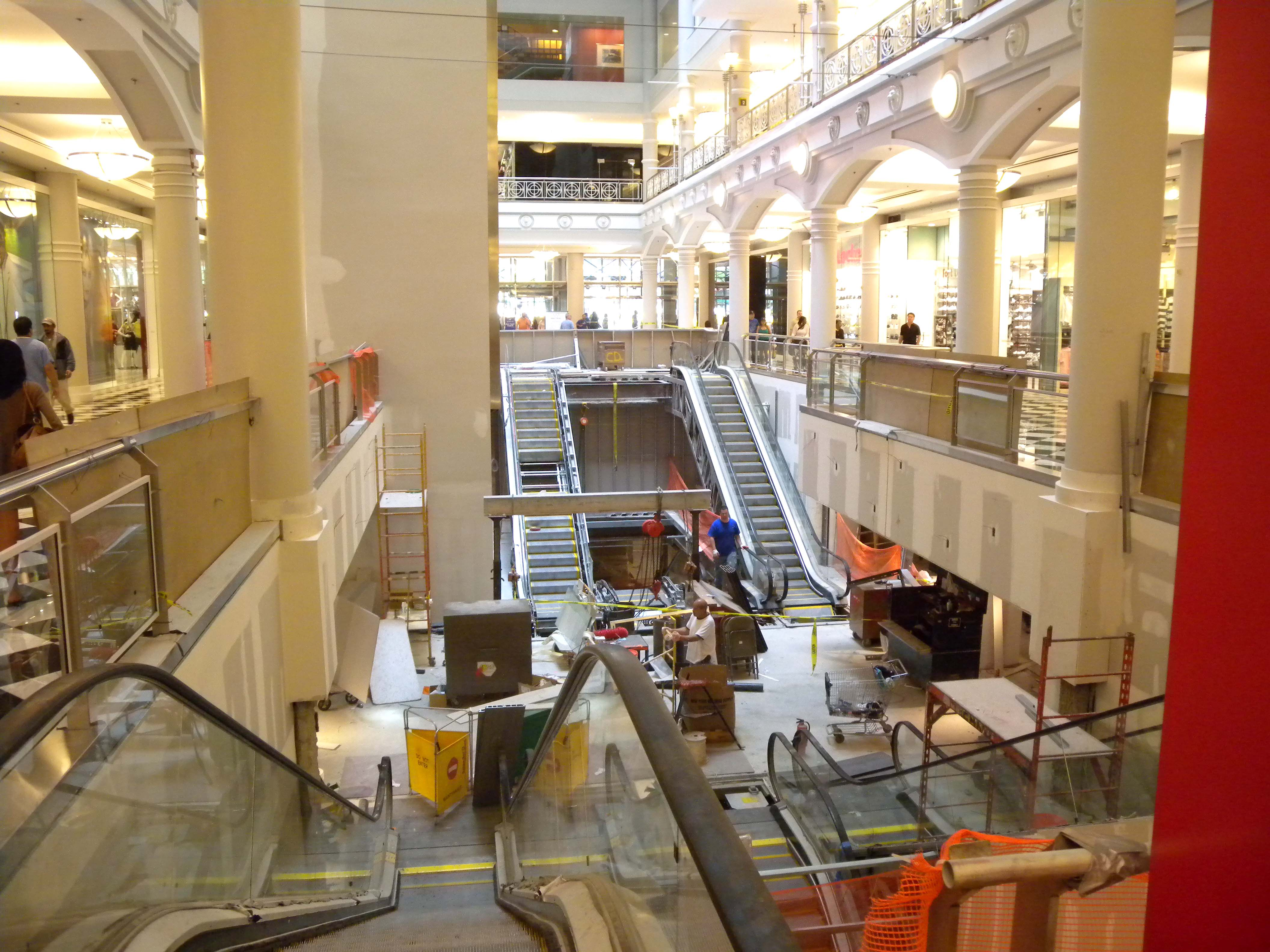
裝潢中
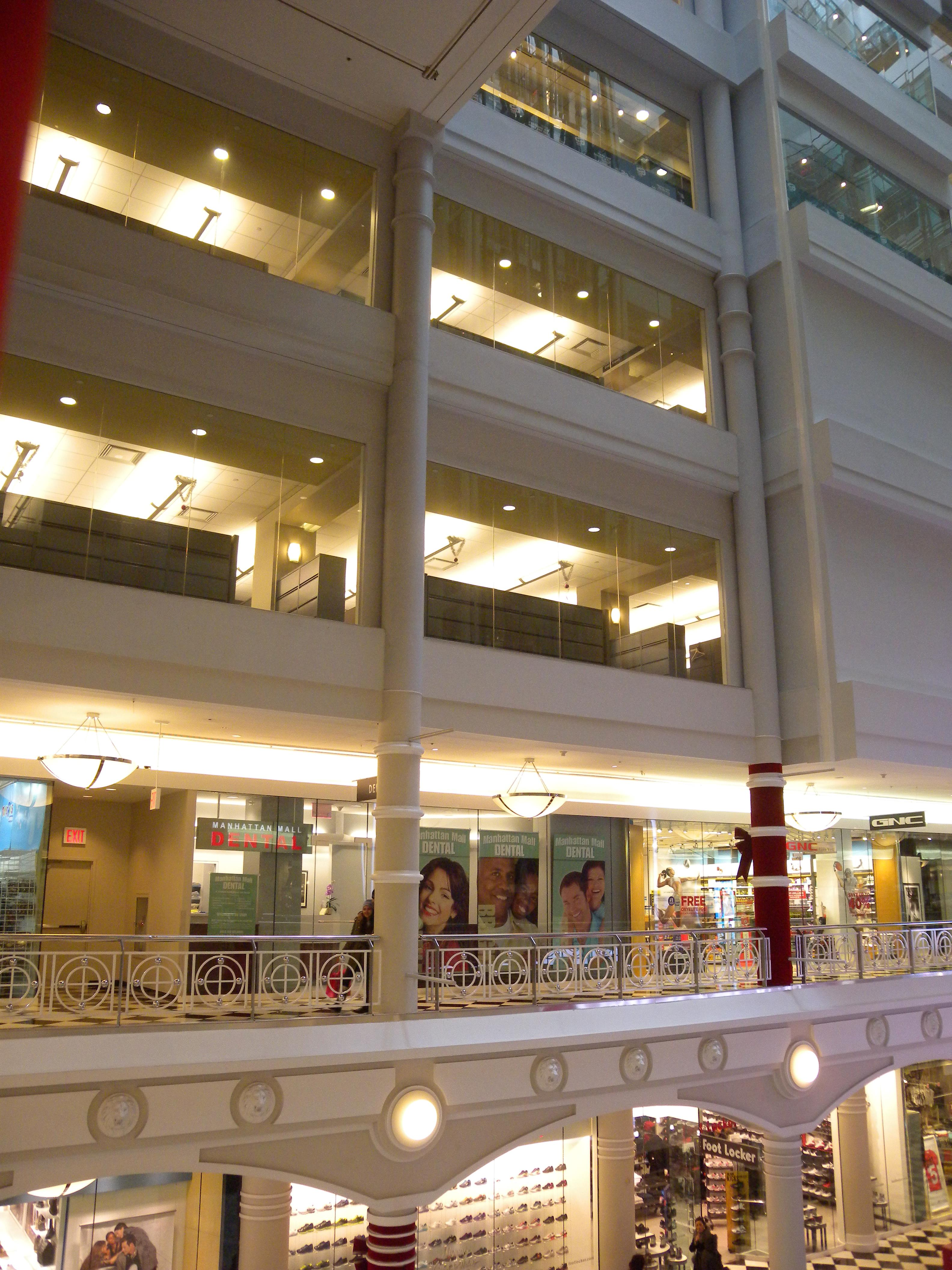
以前的商店，現在的辦公室

## 外部連結
- 官方网站

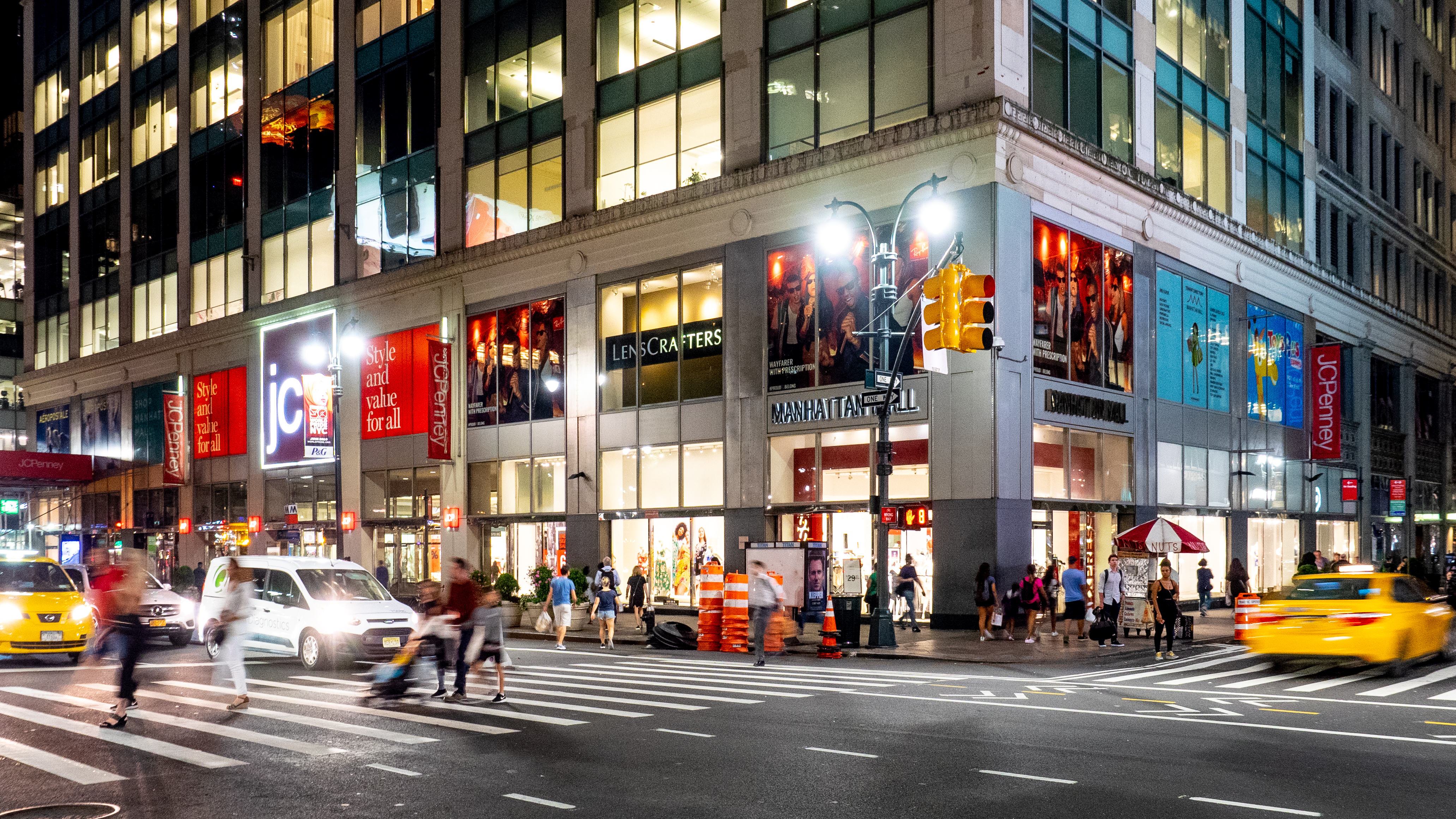

- the Manhattan Mall at New York Architecture Images and Notes （页面存档备份，存于）